# 마이크로소프트 클래스룸
마이크로소프트 클래스룸(Microsoft Classroom)은 학교들을 위한 온라인 혼합 학습 플랫폼으로서 종이 없는 방식으로 채점 과제와 학생 커뮤니케이션을 단순화하는 것을 목표로 했다. Office 365 Education 가입자를 위해 2016년 4월에 도입되었다.